# مارچین کوودینسکی
مارچین کوودینسکی (لهستانی: Marcin Kołodyński؛ ‏ ۱۷ آوریل ۱۹۸۰ – ۱ فوریهٔ ۲۰۰۱) بازیگر اهل لهستان بود. وی دانش‌آموختهٔ رشته روزنامه‌نگاری در دانشگاه ورشو بود و در سن ۲۰ سالگی هنگام اسنوبردسواری در شب، با یک دستگاه ماشین برف‌کوب برخورد نمود و درجا کشته شد.
از فیلم‌ها یا مجموعه‌های تلویزیونی که وی در آن‌ها نقش داشته‌است، می‌توان به پسرها گریه نمی‌کنند، خانواده جایگزین، ع چون عشق و در خوشی و سختی اشاره نمود.